# Adolph Martinez
Adolph Larrue Martinez III (Glendale (Californië), 27 september 1948) is de volledige naam van de Amerikaanse acteur A Martinez. Hij speelde van 1984 tot 1992 detective Cruz Castillo in de televisieserie Santa Barbara. Voor deze rol kreeg hij in 1990 de Daytime Emmy Awards voor beste acteur.

## Levensloop
Als tiener hield Martinez – aanvankelijk 'little A' genoemd, maar hij gebruikt A als voornaam – zich bezig met zingen. Hij werd ontdekt tijdens een talentenjacht. Hoewel hij daarna acteur werd, bleef hij in zijn hart muzikant. Nadat Santa Barbara in 1993 stopte, nam hij een cd op.
Martinez speelde als acteur ook in onder meer politieserie Profiler. In L.A. Law speelde hij Daniel Morales. Daarnaast had hij rollen en gastrollen in onder meer JAG en Crime Scene Investigation.
Martinez trouwde in 1982 met Leslie Bryans, zijn tweede echtgenote. Met haar kreeg hij dochters Devon Makena en Ren Farren en zoon Dakota Lee. Martinez trouwde in 1981 voor het eerst met actrice Mare Winningham, maar hun huwelijk was na vijf maanden voorbij.

## Films
- The Young Animals - als Johnny (1968)
- The Cowboys - als Cimarron - Cowboy (1972)
- Starbird and Sweet William - als Starbird (1973)
- The Take - als Tallbear (1974)
- Once Upon a Soundrel - als Luis Manuel (1974)
- Joe Panther - als Billy Tiger (1976)
- Shoot the Sun Down - als Sunbearer (1978)
- The Honorary Consul - als Aquino (1983)
- Walking the Edge - als Tony (1985)
- Powwow Highway - als Buddy Red Bow (1989)
- She-Devil - als Garcia (1989)
- One Night Stand - als Jack Gilman (1995)
- Double Tap - als Johnny Escobar (1997)
- What's Cooking? - als Daniel 'Danny' (2000)
- Wind River - als Morogonai (2000)
- Ordinary Sinner - als Father Ed (2001)
- Debating Robert Lee - als Mr. Alonzo (2004)
- Once Upun a Wedding - als El Commandante (2005)
- Lesser of Three Evils - als Anthony Black (2007)
- Becoming Eduardo - als Sergio (2009)
- California Solo - als Warren (2012)
- California Winter - als Miguel Morales (2012)
- Jimmy P. - als Bear Willie Claw (2013)
- Curse of Chucky - als Father Frank (2013)
- Before Your Eyes - als Berto Galvan (2014)

## Televisieseries
exclusief gastrollen
- Ironside - als Bernie/Manolo Rodriguez (2 afleveringen, 1969)
- The Cowboys - als Cimarron (12 afleveringen, 1974)
- Kung Fu - als Tigre Cantrell/Slade (2 afleveringen, 1974-1975)
- All in the Family - als Manuel (2 afleveringen, 1977)
- Centennial - als Tranquilino Marquez (3 afleveringen, 1979)
- Barnaby Jones - als Tony Sierra/Tomás Aguilar/Carlos Rojas (3 afleveringen, 1976-1979)
- Quincy, M.E. - als Dr. Tony Carbo/Marty Herrera (3 afleveringen, 1979-1980)
- Barney Miller - als Joseph Montoya/Claudio Ortez (2 afleveringen, 1979-1981)
- Insight - als Roque/Sage/Pepe (3 afleveringen, 1973-1981)
- Cassie & Co - als Benny Silva (13 afleveringen, 1982)
- Romance Theatre - (5 afleveringen, 1982)
- Whiz Kids - als Luitenant Neal Quinn (17 afleveringen, 1983-1984)
- Santa Barbara - als Cruz Castillo (1.238 afleveringen, 1984-1992)
- L.A. Law - als Daniel Morales/Hector Rodriguez (39 afleveringen, 1990-1994)
- Profiler - als Agent Nick 'Coop' Cooper (9 afleveringen, 1996-1997)
- General Hospital - als Roy DiLucca (95 afleveringen, 2002)
- For the People - als hulpofficier van justitie Michael Olivas (17 afleveringen, 2002-2003)
- Huff - als Jorge Corrales (2 afleveringen, 2006)
- CSI: Crime Scene Investigation - als Danilo Zamesca (3 afleveringen, 2005-2007)
- One Life to Live - als Ray Montez (52 afleveringen, 2008-2009)
- The Bold and the Beautiful - als Dr. Ramon Montgomery (12 afleveringen, 2011-2012)
- Longmire - als Jacob Nighthorse (13 afleveringen, 2012-2014)
- Queen of the South - als Sheriff Mayo (3 afleveringen, 2018)
- The Rookie (2025)

## Televisiefilms
- Hunters Are for Killing - als Jimmy Ramirez (1970)
- Probe - als Carlos Lobos (1972)
- The Abduction of Saint Anne - als Angel Montoya (1975)
- Death Among Friends - als Manny Reyes (1975)
- Mallory: Circumstantial Evidence - als Roberto Ruiz (1976)
- Exo-Man - als Raphael Torres (1977)
- Police Story: Confessions of a Lady Cop - als Julio Mendez (1980)
- Roughnecks - als Sal Espinoza (1980)
- Manhunt: Search for the Night Stalker - als Luitenant Gil Carrillo (1989)
- Not of This World - als Sheriff Tom Conway (1991)
- In the Nick of Time - als Charlie Misch (1991)
- Criminal Behavior - als Pike Grenada (1992)
- Deconstruction Sarah - als Kenny (1994)
- She Led Two Lives - als Mike Lewis (1994)
- Where is the Money, Noreen? - als Lou Gardella (1995)
- Grand Avenue - als Steven (1996)
- Sweet Dreams - als Chef Doug Harrison (1996)
- The Cherokee Kid - als Juan Cortina (1996)
- A Memory in My Heart - als Joe Vega (1999)
- Last Rites - als Advocaat Matt Santos (1999)
- Cruel Justice - als Jerry Metcalf (1999)
- The Law and Mr. Lee - als Anthony Delgado (2003)
- Killer Instinct: From the Files of Agent Candice DeLong - als Bobby Mazariegos (2003)
- Desolation Canyon - als Arturo Zetta (2006)
- Born in the USA - (2007)
- Little Girl Lost: The Delimar Vera Story - als Angel Cruz (2008)
- Mega Python vs Gatoroid - als Dr. Diego Ortiz (2011)

## Prijzen en nominaties
Soap Opera Digest Awards:
- 1986: Genomineerd voor Outstanding Actor in a Leading Role on a Daytime Serial voor zijn rol in Santa Barbara
- 1986: Genomineerd voor Favorite Daytime Super Couple on a Daytime Serial samen met Marcy Walker voor zijn rol in Santa Barbara
- 1988: Prijs voor Outstanding Hero: Daytime voor zijn rol in Santa Barbara
- 1988: Genomineerd voor Favorite Super Couple - Daytime samen met Marcy Walker voor zijn rol in Santa Barbara
- 1989: Genomineerd voor Outstanding Hero: Daytime voor zijn rol in Santa Barbara
- 1989: Genomineerd voor Favorite Super Couple - Daytime samen met Marcy Walker voor zijn rol in Santa Barbara
- 1990: Prijs voor Outstanding Lead Actor - Daytime voor zijn rol in Santa Barbara
- 1990: Prijs samen met Marcy Walker voor Favorite Super Couple - Daytime voor zijn rol in Santa Barbara
- 1991: Prijs voor Outstanding Lead Actor - Daytime voor zijn rol in Santa Barbara
- 1993: Genomineerd voor Outstanding Lead Actor voor zijn rol in Santa Barbara

Red Dert International Film Festival US:
- 2014: Genomineerd voor Best Supporting Actor voor zijn rol in Four Winds
- 2014: Prijs voor Best Supporting Actor voor zijn rol in Four Winds

Imagen Foundation Awards:
- 2004: Genomineerd voor Best Actor in a Television Drama voor zijn rol in Killer Instinct: From the Files of Agent Candice DeLong
- 2009: Genomineerd voor Best Supporting Actor/Television voor zijn rol in Little Girl Lost: The Delimar Vera Story

Daytime Emmy Awards:
- 1987: Genomineerd voor Outstanding Lead Actor in a Drama Series voor zijn rol in Santa Barbara
- 1988: Genomineerd voor Outstanding Lead Actor in a Drama Series voor zijn rol in Santa Barbara
- 1989: Genomineerd voor Outstanding Lead Actor in a Drama Series voor zijn rol in Santa Barbara
- 1990: Prijs voor Outstanding Lead Actor in a Drama Series voor zijn rol in Santa Barbara
- 1991: Genomineerd voor Outstanding Lead Actor in a Drama Series voor zijn rol in Santa Barbara
- 1992: Genomineerd voor Outstanding Lead Actor in a Drama Series voor zijn rol in Santa Barbara
- 1993: Genomineerd voor Outstanding Lead Actor in a Drama Series voor zijn rol in Santa Barbara

ALMA Awards:
- 1998: Genomineerd voor Outstanding Individual Performance in a Television Series in a Crossover Role voor zijn rol in Profiler
- 2000: Prijs voor Outstanding Actor in a Daytime Soap Opera voor zijn rol in General Hospital
- 2001: Prijs voor Outstanding Actor in a Daytime Drama voor zijn rol in General Hospital
- 2002: Prijs voor Outstanding Actor in a Daytime Drama voor zijn rol in General Hospital

- Biblioteca Nacional de España: XX4903417
- Bibliothèque nationale de France: cb14203982f (data)
- Gemeinsame Normdatei: 1284886387
- International Standard Name Identifier: 0000 0004 7155 1678
- Library of Congress Control Number: nr98029626
- Nationale bibliotheek van Australië: 40661548
- SNAC: w6hg0nr1
- Trove: 824118
- Virtual International Authority File: 225398750
- WorldCat: E39PBJB4hTpCCWfWwqPGh7XWXd